# 2019冠状病毒病意大利疫情
本条目解说2019冠状病毒病疫情在意大利的状况。疫情于2019年末在中国湖北省武汉市暴发后，对意大利的影响主要发生在2020及2021年。
已知首个确诊病例于2020年1月31日在罗马出现，该病例来自两个中国旅客。之后意大利立即中斷了所有大中華地區的航班，包含香港、澳門、台灣。並宣布進入為期6個月的緊急狀態。屬於歐盟首例全面防堵的國家。然而時過20來天，2020年2月21日意大利北部的疫情突然开始快速擴散，先是伦巴第大区出现16个新增病例，2月22日再新增60个病例，并出现该国首名死者。目前當局尚不明確傳播是如何展開的，而被視為疫情擴散關鍵的是一名38歲的義大利籍男子，他在2月21日被確診為義大利第4例患者，並且曾參與跑馬拉松競賽。過去因為沒去過中國，醫生只是做了些抗生素治療，並未做深入的檢查。直到他病情加重送醫後才被判斷是“1號病人”。據这位“一號病人”的說詞，他與一位從中國返意的朋友見過面。他的这位朋友也迅速被安排检查，但并无症状且医院病毒检测亦为阴性。後被发现或与1月德国巴伐利亚州的群发性感染有关。
疫情迅速蔓延后，意大利部长会议（政府内阁）成立2019冠状病毒紧急委员会，由民防部部长安杰洛·博雷利率领。委员会颁布严厉的法令，对北部11个城市的5万多名居民实行隔离检疫。另外，受疫情影响的拉齐奥大区、伦巴第大区、皮埃蒙特大区、威尼托大区、艾米利亚-罗马涅大区取消了所有文化体育及教学活动，米兰关闭了多个热门的旅游景点。考虑到员工的安全，IBM、意大利国家电力公司、普华永道和沃达丰等公司允许员工居家工作。意大利卫生部宣布调用全国31间实验室分析冠状病毒疑似病例拭子样本。海外国家针对意大利的疫情亦采取相应措施，其中毛里求斯西沃萨古尔·拉姆古兰爵士国际机场隔离了从意大利出发且载有300名意大利乘客的航班。
3月8日，意大利部长会议主席（总理）将隔离检疫的范围扩大到伦巴第大区所有省份及威尼托、艾米利亚-罗马涅、皮埃蒙特和马尔凯四个大区的14个省份，影响1600万名居民，此举被稱为欧洲史上规模最大的封城措施，許多民眾陸續搭乘交通工具急忙離開。3月10日總理孔蒂簽署法令，更進一步禁止全國舉行集會、體育活動，並宣布全國封鎖，非必要停止外出。
3月19日，意大利境内现存病例达到41035个，超过中国和伊朗的总和，成为疫情的全球中心点。死亡人数达3405人，使得意大利超越中国大陆，成为世界上因COVID-19死亡人数最多的国家。3月21日，境內確診人數超過50000例，3月25日更是超過70000例。3月30日确诊病例突破100000例，成为继美国后，第二个COVID-19确诊病例超过10万的国家。截至4月6日，義大利境內累計確診達到132547例，現存確診病例93187例，死亡16523例，病死率（12.46%）位列全球第一并不断攀升。3月31日，意大利高等卫生研究院院长布鲁萨费罗表示，意大利COVID-19疫情的增长曲线正趋于平缓，疫情正在进入平台期。
在疫情高峰期，意大利的活躍個案数是世界上最多的國家之一。 截至2022年1月27日, 意大利有2,706,453例活躍個案。 总计有26,781,078例确诊病例和197,307例死亡(每百万人口中有3,309.459死亡)，而治愈人数为7,687,989。
據中國及香港傳媒報導，意大利有研究所查出2019年夏季期間在米蘭的污水樣本中發現2019冠狀病毒，報導認為首宗病例較國際認定在同年12月於中國武漢更早在意大利國內出現。

## 确诊病例

### 首个病例
2019冠状病毒疫情2020年1月底在中国大陆暴发后，意大利当局加强监测措施，在罗马-菲乌米奇诺机场和米兰-马尔彭萨机场两大国际机场增设医护人员和热像仪。
1月31日，罗马有两个确诊病例。两名确诊的中国旅客于1月23日抵达米兰-马尔彭萨机场，随后乘坐旅游大巴前往罗马，周四出现症状，被安排隔离治疗。这两人分别于2月22日和26日转阴性。
2月6日，一名从中国武汉撤侨回国的意大利人确诊，确诊病例上升到3个，该名患者于2月22日痊愈出院。

### 伦巴第大区集群

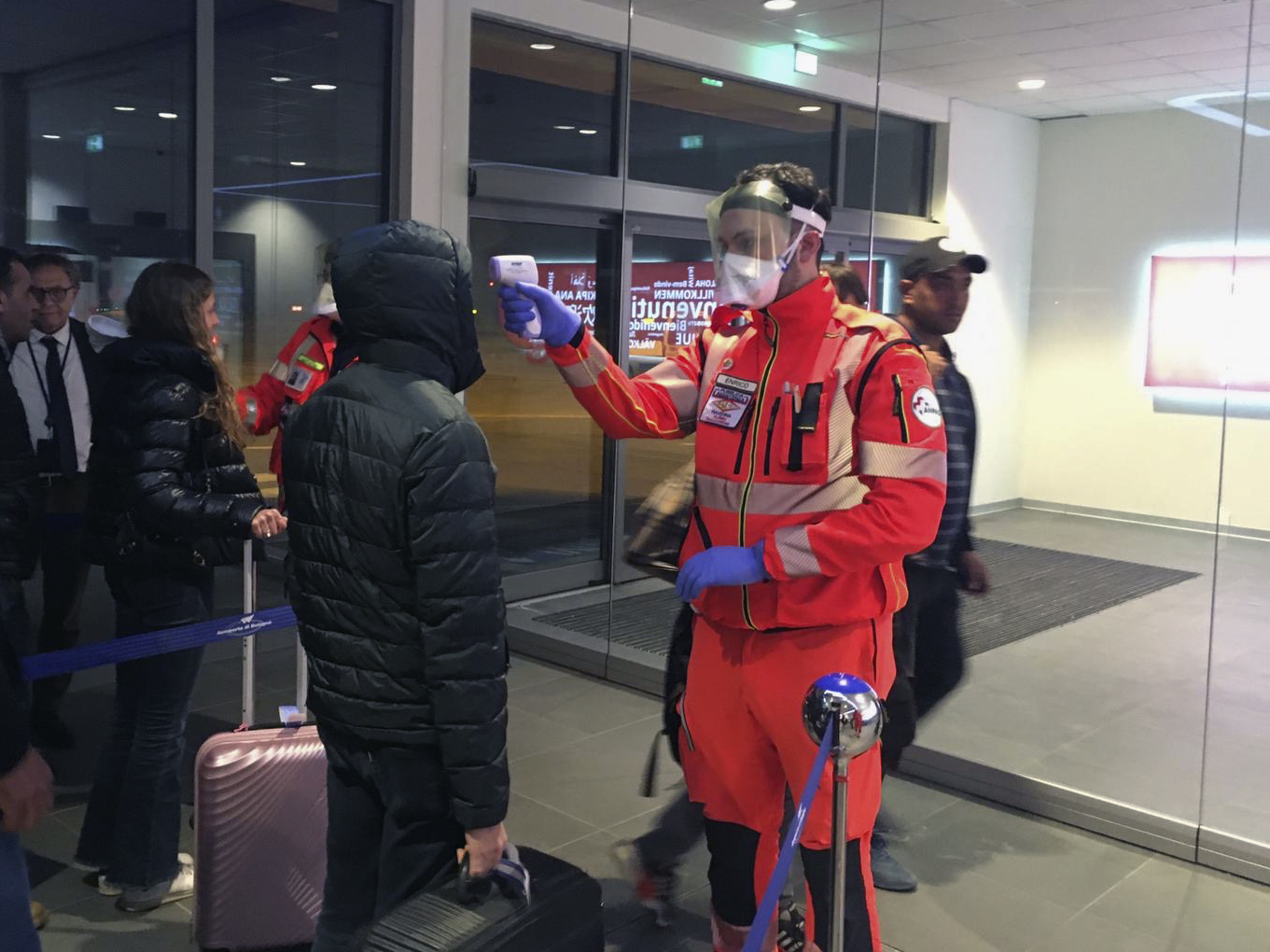
博洛尼亚波隆納機場的民防队志愿者正检测旅客体温。

该大区的首个病例是一名38岁的意大利人，住在洛迪省科多尼奥，曾于2020年1月21日见过一位自中国大陸回来的朋友。2月14日，该患者感到不适，到卡斯蒂廖内达达求诊，接受流感治疗。2月16日，患者情况恶化，他到科尼奥多医院治病，报称有呼吸问题。由于最初没有出现疑似2019冠状病毒的迹象，医院未从采取预防措施，于是其他病人和医护工作者感染了病毒。后来，这名患者、他的孕妻和一位朋友检测出阳性结果，但自中国大陸返回的朋友结果呈阴性。患者报称出现肺炎症状的当天，新增了3个确诊病例。随后，接触或靠近该患者的所有人都需要接受广泛的筛查和检查 。由于患者有数周未出现症状，而且社交活动频繁，有可能在科尼奥多传播病毒前，感染了数十人。后来他被送往帕维亚的圣马太综合医院，妻子则送往米兰的萨科医院（Sacco Hospital）。根据最新的流行病学研究顯示，通过对意大利病毒株的分析，最早的個案可能是2020年1月19日從德國慕尼黑傳入。
2月21日，新增16个确诊病例，其中14个来自伦巴第大区，2个位于威尼托大区。洛迪省科多尼奥一位38岁的意大利到临近的诊所报称有呼吸问题。该患者、患者的妻子和一位朋友检测结果呈阳性。同日另有3个报称有肺炎症状的病例。之后，当局广泛筛查所有可能与患者接触或邻近的人士。
2月22日，一名77岁老妇出现肺炎症状。她曾陪一名来自科多尼奥的38岁妇女前往急救室就诊，该名妇女最终在伦巴第大区去世。加上在威尼托大区去世的78岁老翁，全国病例数增加到79位。76个新病例中，54个出现在伦巴第，其中1个位于米兰圣拉斐尔医院，8个位于帕维亚圣马太综合医院，7个位于威尼托，2个位于艾米利亚-罗马涅大区，2个位于拉齐奥大区、1个位于皮埃蒙特大区。
2月23日，克雷马一名患有癌症的68岁老妇去世。全国病例上升到152个，其中圣马特综合医院有14个。
2月24日，贝加莫一名已有疾病的84岁老翁在若望二十三世医院住院期间去世。同日，卡塞莱兰迪一名88岁男子去世，成为该国第五名冠状病毒死者。伦巴迪大区首长阿迪里奥·丰塔纳宣布该区的病例上升到167个，因此全国确诊病例达到229个。
2月25日，艾米利亚-罗马涅大区病例数升至18个，分布在皮亚琴察省、帕尔马省和摩德纳省，均与伦巴第大区的群发性案例有关。跟伦巴第疫情有关的一个新案例出现在西西里岛巴勒莫，贝加莫一位60岁的夫妇冠状病毒感染结果呈阳性，被送往切尔韦洛医院（Cervello Hospital）至此，伦巴第大区病例升至206个，全国病例升至272个。
2月26日，洛迪省一位有既往病情的69岁男子在艾米利亚-罗马涅大区去世。另外，伦巴第大区有六个轻微症状患者，一位是卡斯蒂廖内达达的4岁女子、贝加莫一名15岁患者、克雷莫纳的两名10岁患者、瓦尔泰利纳的一名17岁患者及他在桑治奥的同学。
普利亚大区塔兰托一名33岁男子确诊，他曾于1月23日从科尼奥多回来，检测结果呈阳性，在圣朱塞佩·莫斯卡蒂医院治疗。伦巴第大区首长阿蒂蒂奥·丰塔纳的顾问检测出阳性，尽管丰塔纳呈阴性，他还是觉得做自我隔离。
坎帕尼亚大区新确诊2名患者，一位是刚到访米兰的卡塞塔24岁女子，另一位是克雷莫納的乌克兰女子，此前她曾前往伦巴第大区瓦洛-德拉卢卡尼亚一家医院的急救室。两人都转往那不勒斯多梅尼科·科图尼奥医院（Hospital Domenico Cotugno）接受隔离。
2月27日，一名88岁和一名80岁的患者去世。阿布鲁佐大区一名50岁布里安扎的男子确诊，他和家人在罗塞托德利亚布鲁齐度假。
2月28日，伦巴第大区有四名患者死亡，一名是在隔离区的85岁居民，一位是77岁患者，另两位年龄超过80岁。
截至3月1日，伦巴第大区确诊病例升至984个，治愈病例73个。
3月4日，艾米利亚-罗马涅地区卫生部长拉斐尔·多尼尼（Raffaele Donini）、领土部长芭芭拉·洛瑞（Barbara Lori）确认患病。而斯特凡诺·波纳奇尼检测结果呈阴性。

### 威尼托大区集群

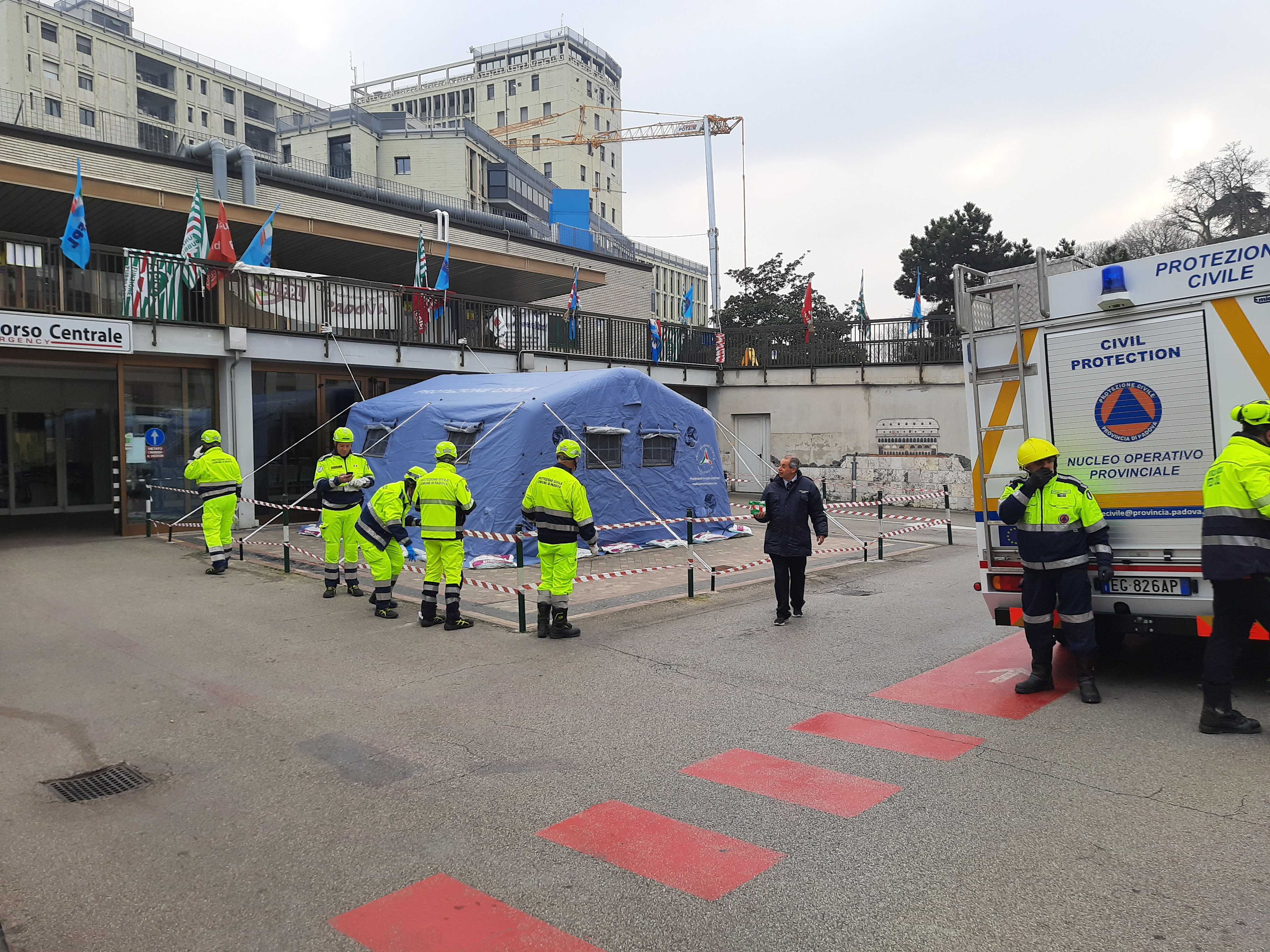
帕多瓦的民防部 (意大利)急救站点。

2月21日，威尼托大区有两例确诊病例。次日，其中一个病例，一个78岁男子在帕多瓦斯奇沃尼亚医院（Ospedale di Schiavonia）去世，是意大利的首名死者。死者曾在被隔离检疫的沃镇居住。
2月23日，威尼托确诊病例上升到25个 。
2月24日，确诊病例升至27个。沃镇找到疑似的零号病人，他是一名60岁的农夫，曾在过去几个星期前往洛迪省，出现咳嗽和流感症状，疑似感染冠状病毒。
2月25日，威尼托大区病例升至38个。托斯卡纳大区佛罗伦萨出现首宗病例，是一位在亚洲开公司的商人，他在卡格吉综合诊所（Policlinico di Careggi）住院。
2月26日，新增一名轻微病例，为科德维戈的一名8岁女童.。
2月28日，威尼托大区首长卢卡·扎亚表示，该区首两个病例出现后，他便下令检测沃镇所有居民。6800支拭子中，仅有1.7%确认为阳性。这项流行病学研究将供帕多瓦大学进行疫情调查。
至此，威尼托大区确诊111个病例，其中沃镇42例（含2个重症病例）。

### 其他地区
2月25日，托斯卡纳大区佛罗伦萨出现首个案例，患者是一名63岁的企业家，曾到访过菲律宾和新加坡的公司。
里米尼首个病例是卡托利卡的71岁男子，他于2月22日从罗马尼亚回国，曾与他一同前往罗马尼亚的皮安迪梅莱托51岁男子检测出阳性，居家隔离，与他在罗马尼亚接触的一名男子于2月26日确诊。
2月26日，挪威公共卫生研究所确认一名住在佛罗伦斯的26岁挪威男子确诊，他曾在挪威逗留14天，五天前回到佛罗伦斯。
3月7日，拉齐奥大区首长、民主党党魁尼古拉·津加雷蒂确认患病。皮埃蒙特大区主席阿尔贝托·奇里奥亦被确认染病。而一名驻那不勒斯海军支援设施的美国海军水手患病，正居家隔离。
3月11日，效力于的中后卫達尼埃萊·盧加尼在新型冠状病毒检测中检测为阳性，不过目前没有表现出症状。後桑普多利亞球員加比亚迪尼、科莱、埃克达尔、拉古米纳、托斯比以及佛罗伦萨的弗拉霍维奇均感染病毒。
3月14日，意大利教育部、卫生部各有一名副部长COVID-19检测呈阳性。
3月15日，意大利切内市市长乔治·瓦洛蒂因感染COVID-19逝世，享年70岁，成为意大利首位感染病毒死亡的地方长官。
3月17日，尤文图斯中场球員布莱瑟·马图伊迪COVID-19检测呈阳性。
3月18日，倫巴底區梅佐爾多市長巴利科因感染COVID-19逝世，享年77歲，成為意大利第二位感染病毒死亡的地方长官。
3月21日，AC米兰足球俱乐部技术总监保罗·马尔蒂尼于前一天接受COVID-19核酸试剂检测的结果呈阳性。而他的儿子，现任AC米兰队中场球员丹尼尔·马尔蒂尼也感染了COVID-19。另外尤文图斯前锋保罗·迪巴拉和其女友确认感染COVID-19。此前，布莱瑟·马图伊迪也被确诊COVID-19。

### 扩散到其他地区
阿尔巴尼亚

意大利疫情扩散到其他地区

3月9日，阿尔巴尼亚首次确诊两例COVID-19病例，为一对父子，有意大利旅行史。
阿尔及利亚
2月25日，阿尔及利亚确诊首个病例，患者是2月17日抵达的意大利男子。
安道尔
3月2日，安道尔公布首个确诊病例，为曾到过米兰的一名20岁男子。
亚美尼亚
3月12日，亚美尼亚公布3例意大利输入病例。
阿塞拜疆
3月11日，一名1997年出生的学生在意大利发烧后测试呈冠状病毒阳性。
阿根廷
3月3日，阿根廷确诊首个病例，系一名43岁的男子，在抵达阿根廷的前两天曾在意大利北部旅游。
澳大利亚
根据澳大利亚卫生部消息，至少有一宗病例有意大利旅行史。
奥地利
2月26日，奥地利确诊首两个病例，患者是来自伦巴第大区的一对24岁夫妇，他们到访家乡贝加莫，于蒂罗尔州因斯布鲁克一家医院检测出阳性。这对夫妇的孩子于翌日出现症状，全家人被送到凯撒-弗朗茨-约瑟夫医院（Kaiser-Franz-Josef Hospital）。
孟加拉国
3月8日，孟加拉国确诊首个病例。在冠状病毒检测呈阳性的三名孟加拉国人中，有两名是从意大利返回的，另一名是其中一名返回者的家庭成员。
比利时
截至3月8日，共有9名确诊患者曾去过意大利北部地区。
白俄罗斯
白俄罗斯卫生官员表示，已有1例确诊病例为意大利输入性病例。
波黑
3月5日，波黑塞族共和国确诊了首例COVID-19患者，感染者是一名在意大利工作的中年男子，他于2月底从意大利返回波黑，他的儿子被确诊为第二例COVID-19患者。
巴西
2月25日，巴西确诊首个病例，患者是来自圣保罗的61岁男子，有轻微症状，曾于2月9日到21日到访伦巴第大区，目前正居家隔离。
加拿大
安大略省公布的两例个案均有意大利旅行史。
中非共和国
3月14日，中非卫生部公布该国首例确诊病例，为一名来自米兰的74岁意大利公民。
智利
3月5日，智利确诊第3例病例，患者系一名56岁的男子，曾在包括意大利北部的欧洲地区旅游。
中国大陆
3月1日，浙江省丽水市青田县确诊首个输入性确诊病例。患者为31岁意大利华侨，在意大利贝加莫一家餐厅工作，在中国境内的户籍地为青田县瓯南街道。该患者于2月16日在意大利出现咳嗽、头痛、腹泻等症状，2月26日从米兰出发乘坐班机经莫斯科转机，于27日22时抵达上海浦东机场，28日搭乘包车返回青田县，随即被直接送往青田县集中隔离医学观察点开展医学观察。3月1日被确诊，在青田县人民医院隔离治疗。
3月2日，青田县再确诊7例输入性确诊病例。该7例病例与首例境外输入病例为密切接触者，在意大利贝加莫同一家餐厅工作，无湖北武汉接触史。翌日下午，上海市新冠肺炎疫情防控新闻发布会透露，已追踪到7例境外输入型病例在沪71名密切接触者，隔离措施也已落实。3月10日，青田县公安局发布消息称，青田县确诊的6例输入性病例，在回国前出现咳嗽、头痛、发热等症状，因入境时未按规定如实申报健康状况，违反《中华人民共和国刑法》《中华人民共和国传染病防治法》，青田县公安局决定对涉嫌妨害传染病防治罪的王某某、叶某等6人立案调查。
目前意大利约有10万名青田华侨，每年农历新年或清明节时期这些华侨有返乡祭祖的习俗。COVID-19在意大利大规模暴发后，部分华侨选择提早回乡。3月2日丽水市青田县报告首例由意大利倒灌输入的病例，3日新增7例，导致当地防疫压力陡增。而此前丽水市于2月27日庆祝17名COVID-19确诊病例全部出院，使其成为浙江首个清零的地级市；同日青田县发布《青田侨眷侨属告知书》，希望在外华侨若无无特殊情况应暂缓回国，即使回国应向政府报备并接受隔离14天。目前约有数百名居住在意大利的青田华侨返乡。3月4日“青田发布”再次对侨胞发布回国法律风险提示。
3月3日，北京市确诊2例境外输入病例，其中一例为意大利输入病例。
3月4日，浙江省湖州市德清县新增2例意大利输入病例，报告病例为母女关系（母亲45岁，女儿16岁），一直生活在意大利。两人于2月28日由意大利都灵起程，途经巴黎戴高乐机场转机、2月29日到达广州白云机场后再转机，最终到达杭州萧山机场。2月29日下午由其家人自驾接回德清，即被居家隔离医学观察。2人于3月4日凌晨发病，同日被确诊。
3月5日，北京市确诊4例意大利输入病例。根据3月7日的通报，此4例确诊病例属于家庭性病例，患者廖某君、廖某海在登机前使用药物退烧降温。因家庭成员中存在不如实填写出入境健康申明卡情形，北京市顺义区公安分局以廖某君等人涉嫌妨害传染病防治罪，依法开展立案侦查。
3月6日，北京市再确诊3例意大利输入病例。
3月7日，北京市再确诊1例意大利输入病例。
3月10日，上海市确诊2例意大利输入病例，系通过联防联控机制发现。2例确诊病例均为中国福建籍，在意大利工作生活，均自意大利博洛尼亚出发，经俄罗斯莫斯科转机后于3月8日抵达上海浦东国际机场。因有症状，入境后即被送至指定医疗机构留观。同日，北京市再确诊5例意大利输入病例。
3月10日，山东省青岛市报告首例意大利输入病例1例，已送至青岛市定点医院隔离治疗，病情平稳。确诊患者辛某某，54岁，现住平度市。2020年3月6日由意大利博洛尼亚经迪拜转机于3月7日到达北京首都机场，当晚乘坐MU5194航班到达青岛流亭机场，3月8日凌晨乘坐平度市安排的专车返回住处居家隔离。3月9日因腹泻、发热等症状由120送至平度市某医院发热门诊就诊，收入隔离病房治疗。3月10日核酸检测阳性，经医院专家组评估确诊，当晚转送至青岛市某定点医院进行隔离治疗。
3月11日，河南省郑州市确诊1例境外输入性确诊病例，患者郭某鹏曾在意大利停留，3月7日回国，后于3月11日确诊。因该患者故意隐瞒3月初的出境史，已被郑州市公安局大学路分局立案侦查。
3月12日，上海市新增1例意大利输入病例。当日通报的第一例患者3月10日自意大利博洛尼亚出发，经俄罗斯莫斯科转机后于3月11日抵达上海浦东国际机场，因有症状，入关后即被送至指定医疗机构留观。12日被确诊。
3月13日，上海市新增4例意大利输入病例。其中3例为浙江籍，1例为意大利籍。
3月14日，上海市、北京市分别新增1例意大利输入病例。
3月15日，北京市报告新增2例意大利输入病例。上海市报告1例意大利输入病例。
3月16日，上海市、广西壮族自治区分别报告新增1例意大利输入病例。
3月20日，北京市报告新增1例意大利输入病例。
哥伦比亚
3月，哥伦比亚确诊首例病例，患者曾到过米兰。
科特迪瓦
3月10日，科特迪瓦确诊首例病例，系一名45岁的男性，在意大利定居。
克罗地亚
2月25日，克罗地亚确诊首个病例，26岁的男性患者曾于2月19日到21日居住在米兰，在萨格勒布的弗兰·米哈耶维奇大学传染病医院就诊。翌日，该名患者的双胞胎兄弟检测出阳性，在同一家医院就诊。另外，一位在帕尔马工作的男子在里耶卡医院接受治疗。
古巴
3月11日，古巴公共卫生部发布公告说，当天确诊首3例COVID-19病例，患者为3名意大利游客。
捷克
3月1日，捷克确诊首三个病例案，其中布拉格两例、拉贝河畔乌斯季一例，患者从意大利北部归国。
丹麦
2月27日，丹麦确诊首个病例，患者是刚从松德里奧省基耶萨-因瓦尔马伦科滑雪归来的男子。他在罗斯基勒西兰大学医院检测出阳性后居家隔离。
2月28日，一名2月15日从意大利北部滑雪归来的男子在哥本哈根国王医院检测出阳性后居家隔离。
2月29日，奥胡斯大学医院一名到德国慕尼黑出席会议的员工会见一名意大利人后，归国确诊。
3月3日，从意大利北部返回丹麦的五人在COVID-19测试中检测为阳性。
多米尼加
3月1日，多米尼加共和国确诊该国首宗病例，系一名来自意大利的游客。
爱沙尼亚
3月3日，爱沙尼亚确诊第二宗病例，该患者于2月29日从意大利贝加莫经里加国际机场抵达。
芬兰
2月26日，芬兰一名女性确诊，她于22日从米兰旅游归来，在赫尔辛基大学中央医院检测出阳性。
2月28日，一名前往意大利北部的女子在赫尔辛基确诊，居家隔离。
法国
2月25日，一位从伦巴第旅游归来的拉巴尔姆-德西兰日64岁男子出现阳性结果，在奥弗涅-罗讷-阿尔卑斯大区医院就诊，他的妻子检测出阳性后，也被送往同一间医院，该夫妇的女儿和一位朋友于27日确诊，28日夫妇的两名亲属确诊。
2月26日，一名多次前往伦巴第大区的36岁男子在斯特拉斯堡新市民医院（Nouvel Hôpital Civil）检测出阳性并接受治疗。
2月27日，蒙彼利埃一名刚从意大利回来的男子确诊，被送往大学中心医院，另外一名从意大利归国的男子被送往巴黎比查特医院。
2月28日，尼斯一位时装学生从米兰回家后，在尼斯大学中心医院确诊，被送往拉切特医院（Hôpital l'Archet）。
德国
2月25日，德国一名住在巴登-符腾堡的25岁男子从米兰回来，检测出阳性结果，在医院就诊。
2月26日，格平根一位24岁女子、一位25岁男子、女子60岁的父亲（在图宾根大学医院担任主任医师）确诊，在女子父亲工作医院接受治疗。巴登-符腾堡州罗特韦尔一名曾与家人前往科多尼奥的32岁男子确诊，在医院接受隔离。
2月27日，巴伐利亚州确认中弗兰肯行政区一名男子确诊，他曾接触过一位后转为阳性的意大利男子。巴登-符腾堡州确认三名曾在慕尼黑一个商务会议上接触过一名意大利与会者的人士确诊，这名意大利人后来确诊。
2月28日，弗赖堡一名从贝加莫旅游回国的男子确诊。同日，莱茵-内卡一名男子从南蒂罗尔滑雪归来，被送往海德堡大学医院。海尔布隆一名男子从米兰回国后不适被送院。
格鲁吉亚
2月28日，一名从意大利回国的31岁女性检测出阳性，在第比利斯治疗。
希腊
2月26日，希腊确诊首个病例。塞萨洛尼基一名曾前往意大利北部的38岁女子确诊，被送往AHEPA大学医院。该名女子的9岁孩子于翌日确诊，在同一所医院就诊。
2月28日，雅典一名36岁女子确诊。
冰岛
2月28日，冰岛确诊首个病例，是一名曾前往意大利北部的约50岁男子，在雷克雅未克冰岛国立大学医院就诊。
印度
3月2日，首都新德里确诊首个病例，患者是从意大利回国的印度公民。当天晚些时候，一名于2月29日抵达拉贾斯坦邦斋浦尔的意大利旅客经二次检测确诊。3月4日，有28人在冠状病毒检测中呈阳性，其中有15名意大利游客以及一名旅行团司机（印度籍）。3月8日，5名常住喀拉拉邦的家庭全部确诊COVID-19，其中有3人从意大利返回。
爱尔兰
2月29日，爱尔兰报告首个病例，该男性患者曾前往意大利北部疫区。
3月3日，爱尔兰报告第二个病例，该患者是一名女性、来自爱尔兰东部，近期从意大利北部疫区返回。
以色列
2月27日，一名23日从意大利归来的男子确诊，在哈谢默尔区沙巴医疗中心治疗。
约旦
3月2日，约旦证实一名两周前从意大利归国的约30岁确诊，而其他潜在病例正在密切观察中。
拉脱维亚
3月2日，拉脱维亚确诊首例病例，患者从米兰前往慕尼黑，然后于2月29日飞往里加。
立陶宛
2月28日，立陶宛确诊首个病例，患者维罗纳抵达考纳斯的39岁女子。
卢森堡
截至3月8日，卢森堡COVID-19确诊病例已上升至5例，部分病例此前曾到访过意大利。
马来西亚
2月28日，马来西亚确认一名54岁的意大利人与一名结为夫妻关系的马来西亚人，经病毒检测呈阳性，并被送往双溪毛糯医院。他于2月15日至21日曾到过意大利。
马耳他
3月7日，马耳他确诊首例COVID-19确诊病例，系一名12岁的意大利女孩，2月底从意大利北部特伦蒂诺州返回，曾途经罗马，于6日报告了相关症状。
墨西哥
2月28日，墨西哥确诊首三个病例，患者是墨西哥城的一名35岁男子和一名59岁男子，还有一名北部錫那羅亞州的41岁男子，分别在医院和酒店隔离。三人都曾于2月中旬前往贝加莫，在意大利当地逗留一周。
摩尔多瓦
3月7日，摩尔多瓦卫生部报告该国首例COVID-19病例。患者为一名48岁女性，当天乘坐飞机从意大利返回摩尔多瓦。
摩洛哥
3月2日，摩洛哥卫生部报告首个病例，确诊男子有意大利居住史。
荷兰
2月27日，荷兰确诊首个病例，患者曾去过意大利伦巴第大区的男子，被送往蒂尔堡的伊丽莎白双城医院（Elisabeth-TweeSteden Hospital）。
2月28日，阿姆斯特丹一名曾到过伦巴第的女子确诊，在迪门居家隔离。
新西兰
3月4日，新西兰新确诊1例COVID-19病例。该患者曾前往意大利旅游，后乘搭航班从意大利经新加坡飞回奥克兰。
尼日利亚
2月28日，尼日利亚确诊首个病例，患者于25日从米兰前往尼日利亚参加商务简短的商务访问，翌日感到不适，在拉各斯接受治疗。
北马其顿
2月26日，北马其顿确诊首个病例，患病女子曾住在意大利，患病两周。回国后，她立刻前往斯科普里的传染病诊所报告病情，检测出阳性。
挪威
2月27日，挪威确诊两个与意大利疫情有关的病例，他们在奥斯陆居家隔离。
2月28日，卑尔根一位居民和奥斯陆大学医院乌勒瓦尔分院一名员工确诊，居家隔离，两人都曾到过意大利北部。
3月6日，挪威公共卫生研究所报告显示，挪威确诊的113例病例中，有79例与意大利北部的旅居史有关。
阿曼
3月5日，阿曼卫生部发表声明，确认新增1例确诊COVID-19病例。该名患者为阿曼公民，此前曾去过意大利米兰。
波兰
波兰公布的首五个个案中，有两个曾去过意大利。
葡萄牙
3月4日，葡萄牙卫生部宣布葡萄牙确诊第五例COVID-19病例，患者大约40岁，有意大利旅行史。该国于3月2日确认了第一批感染COVID-19的两名患者。
罗马尼亚
2月26日，罗马尼亚确诊首个病例，一名戈尔日县的男子在接触意大利卡托利卡一名71岁男子后确诊。这名意大利男子曾于2月18日到22日在罗马尼亚参加多场商务会议，顺道探访妻子的家人。而罗马尼亚男子在布加勒斯特马泰·巴尔什教授国家传染病研究中心接受治疗。
2月28日，馬拉穆列什縣一名25日回国的45岁男子确诊，被送往当地的传染病诊所，后被送到克卢日。从贝加莫回来的38女子岁确诊后被送往蒂米什瓦拉。
3月3日，一名与38岁妇女乘坐同一飞机出行的47岁男子被确诊，并送入同一家医院诊治。
3月4日，从伦巴第返回的47岁男子的侄子和71岁男子的侄子被检测出COVID-19阳性。
俄罗斯
3月2日，从意大利返回的一名俄罗斯公民被确诊患有冠状病毒病。
新加坡
3月7日，新加坡公布第136例确诊病例详情，该患者在2月23日至29日有意大利旅行史。
韩国
2月28日，韩国首尔广津区的一名38岁男子确诊，他于2月19日到24日前往米兰。
圣马力诺
2月27日，圣马力诺确诊首个病例，是一名有既往病史的88岁男子。
塞内加尔
3月12日，塞内加尔公布第五例确诊病例，为塞内加尔国民，于3月6日从意大利返回。
塞尔维亚
3月6日，塞尔维亚确诊首例病例，是一名去过布达佩斯和意大利的43岁男子。另外还有至少1例病例涉及意大利停留史。
塞舌尔
塞舌尔于3月14日首次公布确诊病例，确诊的两名患者均为与在意大利病毒测试为阳性的患者的密切接触者。
斯洛伐克
2月14日至15日间，一名曾前往威尼斯的无症状男子将病毒传播给父亲和妻子。
斯洛文尼亚
斯洛文尼亚确诊的病历中，大多数与意大利有关。
西班牙
2月24日，一名来自伦巴第大区的69岁医生妻子，在特内里费岛旅游；第二个是住在西班牙的36岁意大利女子，2月12日到22日到贝加莫和米兰旅游，在巴塞罗那检测出阳性；第三个是比利亚雷阿尔的男子，他曾前往米兰，检测出阳性结果，被送往拉普拉纳医院（Hospital De La Plana）；第四个是来自马德里的24岁男子，曾前往意大利北部旅游，检测结果呈阳性，在卡洛斯三世医院治疗。
2月26日，曾与伦巴第医生及其妻子一起旅游的两名意大利游客确诊，在坎德拉里亚圣母大学医院隔离治疗。同日，一名曾到米兰旅游的22岁男子确诊；另一名曾与2月4日到8日在意大利旅行的戈梅拉岛女子确诊。
2月27日，瓦伦西亚一名曾于19日在米兰圣西罗球场观看足球赛的44岁男子确诊，确诊的还有他接触过的两个人。另外一名曾到访米兰的女子、一名曾前往意大利北部在瓦伦西亚读书的意大利学生确诊；一名在塞哥维亚IE大学18岁意大利伊拉斯谟计划学生确诊，他曾到过米兰。
2月28日，阿拉贡一名27岁男子确诊，他最近到过米兰。
南非
3月5日，南非公布首例确诊病例，为一名从意大利返回的南非居民。
瑞典
2月26日，瑞典一名曾到访意大利北部的30岁男子确诊，他回国三天后出现症状，在哥德堡萨赫尔格雷斯卡大学医院检测出阳性。
2月27日，三名大约30岁的病人在西约塔兰省，其中两名曾接触过哥德堡的病人，另一名曾去过意大利。
2月28日，一名约50岁的男子确诊，在延雪平医院治疗，他于24日从意大利北部归来。
瑞士
2月25日，瑞士确诊首个病例，患者是来自意大利语区提契諾州的70岁男子，曾到访米兰。
2月27日，日内瓦一名刚从米兰回来的IT工程师在日内瓦大学医院确诊；两名在格劳宾登州度假的意大利儿童确诊；阿尔高州一名26岁男子在维罗纳参加完商务会议后归国确诊；一名曾到过米兰的30岁女子确诊，在慕尼黑治疗；巴塞尔城市州一名曾到过米兰的年轻女子确诊，她在里恩一家日托中心工作，而她确诊后，日托中心的所有儿童需要隔离两周，她的23岁男友在巴塞爾鄉村州确诊，男友的母亲则于29日确诊。
2月28日，慕尼黑一名曾到过米兰的45岁男子确诊。
泰国
3月5日，泰国公共卫生部疾病控制厅表示，该国新增4例COVID-19确诊病例，其中有两人曾到过意大利。
突尼斯
3月2日，突尼斯确诊该国首个病例，患者是从意大利返回的突尼斯公民。
乌克兰
3月3日，乌克兰在切尔诺夫策确诊该国首个病例，患病男子从意大利乘航班前往罗马尼亚城市苏恰瓦，再和妻子一同乘车进入乌克兰。
阿联酋
2月28日，两名在环阿联酋自由车赛工作的意大利籍职员被确诊COVID-19。
英国
2月27日，英国一名曾去过米兰的患者在伦敦皇家免费医院确诊。北爱尔兰确诊首个病例，患者经都柏林前往意大利北部，确诊后在贝尔法斯特皇家维多利亚医院治疗。
2月28日，威尔士当地确诊首个病例，患者从意大利北部回国。
3月4日，直布罗陀确诊首个病例，患者曾到访意大利北部。
美国
3月2日，一名有意大利旅行史，常住新罕布什尔州格拉夫頓縣的男子在COVID-19测试中检测为阳性。3月3日，美国疾病预防与控制中心报告一宗疑似病例，患者住罗德岛州。3月7日，密苏里州20岁女子病毒检测呈阳性。
委内瑞拉
3月13日，委内瑞拉首次确诊COVID-19病例。其中一名41岁的委内瑞拉女性近期曾前往美国、意大利和西班牙旅行。
越南
越南公布的第17例确诊病例中，有意大利旅行史。

## 概况
Template:2019冠状病毒病病例数/意大利

## 相关措施
1月31日，意大利宣布进入国家紧急状态，為期6個月，即日起暫停所有往返中國大陸、香港、澳門及台北的航班。此后中国方面在2月7日经过协商，宣布恢复班次。但第二天意方否认其上述报道。
2月22日起，旅客如入境意大利前14天曾經去過包括香港和澳門等中華人民共和國領土，必須向意大利衞生部申報，同時需接受在家中或酒店隔離。如有接觸過確診患者的人士，則須強制隔離14天。

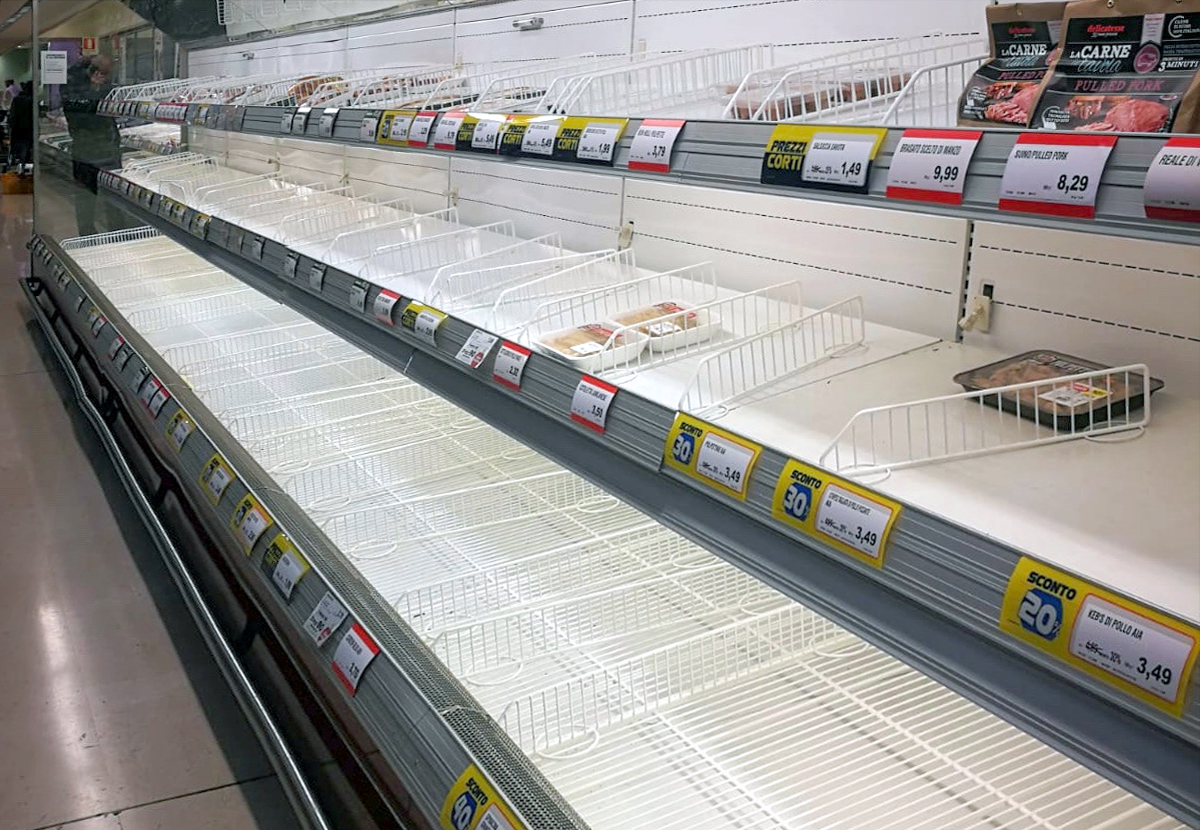
贝加莫Esselunga超市的货架被抢空。

在北部地区，当地居民纷纷前往超市抢购商品，抢购潮不仅出现在疫情核心区伦巴第大区的偏远地区，也已向向大区首府米兰等大中城市蔓延。对此，伦巴第大区主席阿提里奥·丰塔纳表示“囤积食物毫无意义”，无需恐慌。而在当地，一些防疫用品的价格遭到哄抬，之后意大利消费者协会向警方投诉此案件，同时还向检方上诉，要求严惩某些电商哄抬物价的行为。
意大利总理朱塞佩·孔特宣布疫情地区关闭所有出入通道，暂停工作和体育运动。卫生部长罗伯托·斯佩兰萨表示，当地卫生部门将采取受托人居家隔离制度，密切监视隔离者，至于条件困难的，将采用效力同等的措施。疫情地区的居民需要联络卫生当局的预防部门，并留在当地。不遵守相关措施会构成违反法令。”违反隔离地区法令的人士会面临206欧元的罚款，被监禁3个月。意大利军队和执法部门负责落实封锁措施。然而，检疫隔离区每天都有居民尝试逃跑，经小路绕开检查站。
伦巴第大区十个城市的学校、威尼托大区和艾米利亚-罗马涅大区各间学校关闭。所有公共活动取消，商业活动暂停或是在6点前结束疫情最严重地区暂停列车服务，列车不停靠科多尼奥、马莱奥和卡萨尔普斯泰尔伦戈车站。
根据建议，出现症状的患者须拨打紧急求助电话112，不直接前往医院，以减少疾病传播。意大利卫生部开设网站和专线电话1500，向民众提供疫情的最新消息及疑似病例报告。
伦巴第、威尼托、皮埃蒙特和艾米利亚-罗马涅四个大区的大学自2月23日暂停所有活动，直到3月1日。利古里亚大区、特伦蒂诺-上阿迪杰大区、弗留利-威尼斯朱利亚大区、阿布鲁佐大区和马尔凯大区各中小学及高等院校停课两天到一个星期不等，同时法庭诉讼程序推迟。
2月23日，意大利足球甲级联赛宣布取消国际米兰对桑普多利亚、亚特兰大对萨索洛、维罗纳对卡利亚里和都灵对帕尔玛四场比赛。威尼托大区取消威尼斯嘉年华会。米兰斯卡拉大剧院、米兰大教堂、聖馬爾谷聖殿宗主教座堂和米兰小剧场等热门景点关闭。
除了紧急求助电话112和118，各地也开通了求助热线，伦巴第大区为800894545、坎帕尼亚大区为800909699、威尼托大区为800462340、艾米利亚-罗马涅大区为0523317979。伦巴第大区的急救电话及急救电话112一天受收到30万个呼叫。
无国界医生和地中海紧急求助的救援船海洋维京号（Ocean Viking）搭载大约300名乘客，前往西西里岛波扎洛进行14日隔离。意大利高铁运营公司意大利列车和新旅客交通要求所有列车配备手动消毒机，向所有乘务员分发口罩、一次性手套和消毒剂。

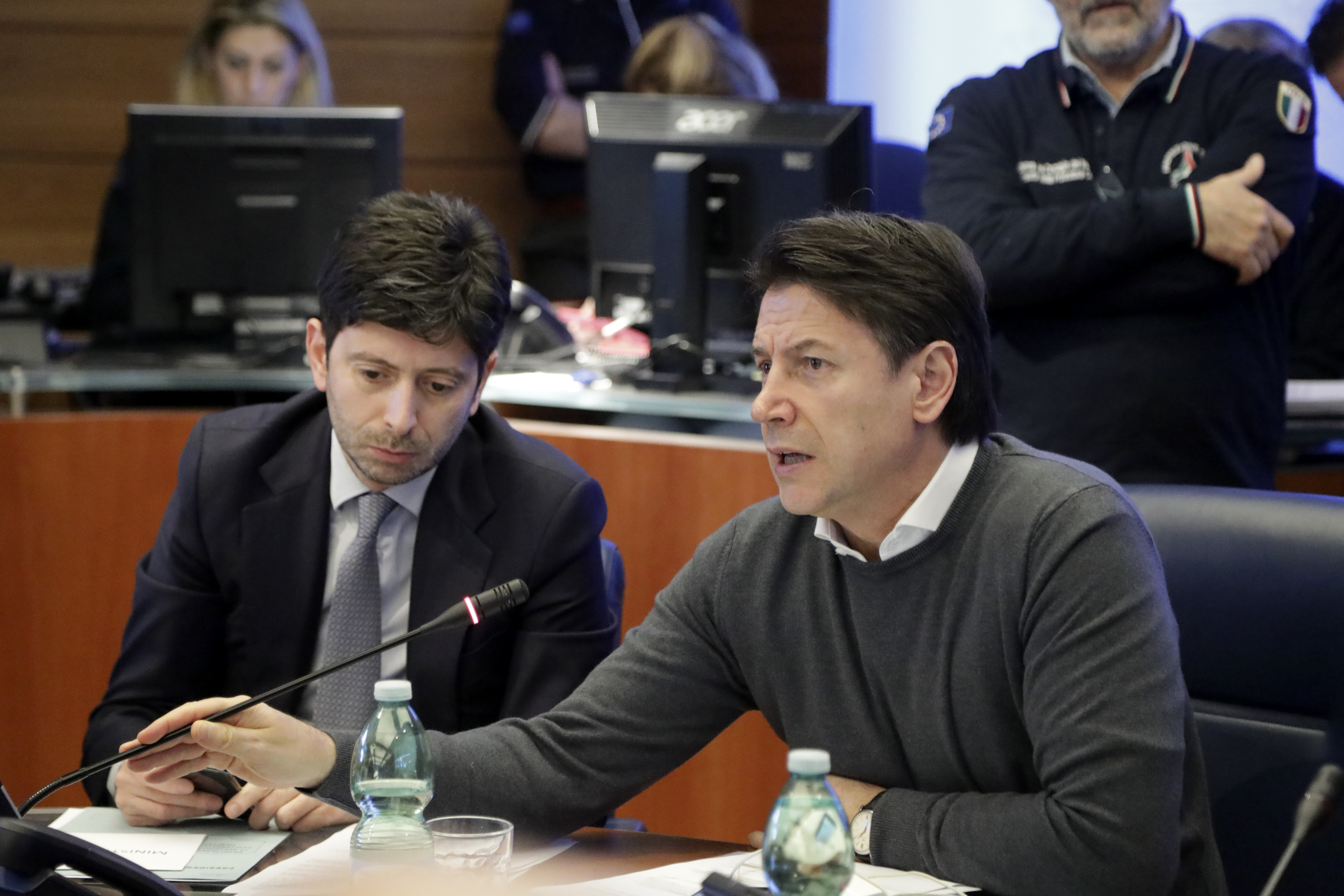
总理朱塞佩·孔特和卫生部长罗伯托·斯佩兰萨。

2月24日，另有500名警察到洛迪和威尼托的隔离区巡逻。巴西利卡塔大区首长维托·巴迪强制所有来自意大利北部疫区的民众隔离14天。卫生部宣布调用全国31间实验室分析冠状病毒疑似病例拭子样本。IBM、意大利国家电力公司、普华永道和沃达丰等企業持續允许员工居家上班。忠利保险大厦安装热扫描仪测量访客和员工体温。此外，原本计划在威尼斯拍摄的电影《碟中谍7》也因疫情影响暂停拍摄。
2月25日，阿维亚诺空军基地宣布所有学校关闭到2月28日。另外，伦巴第大区和威尼托大区有14个地区取消驾驶证考试。隔离区的检查站从15个增加到35个，增派军方人员 。
受疫情影响，意大利富时MIB指数下挫六个百分点，欧洲其他国家股票指数也连带受影响 。
当局对口罩及消毒液网络销售价格飞涨展开调查。警察发出警告，称有罪犯利用假身份，佯装卫生检查员进入民居假装盗取现金、珠宝及其他贵重物品。
2月26日，高级卫生理事会主任佛朗哥·洛卡特里（Franco Locatelli）表示先前的检测有95%的样本呈阴性，宣布只对有症状的患者进行拭子检测。意大利大学及研究部长加埃塔诺·曼弗雷迪（Gaetano Manfredi）宣布自3月2日起向疫区学生提供在线教学巴勒莫和那不勒斯学生关闭到2月29日。巴西利卡塔大学继续上课，不过安装了热扫描仪，巴里大学暂停所有医学和护理学学生的实习计划米蘭理工大學利用Skype在线指导一千多名学生的毕业论文意大利冬季运动联合会决定继续进行29日在拉蒂勒举行的女子世界杯高山滑雪比赛
2月27日，塔兰托和普利亚大区所有学校关闭到29日，罗塞托德利亚布鲁齐也有多间学校关闭，
加布里埃莱·达嫩齐奥大学暂停所有课程到2月29日。皮埃蒙特大区冬季救援竞赛取消，博洛尼亚大学计划远程授课，部分项目于3月2日开展。墨西拿所有学校从2月29日起关闭，到3月3日止。
2月28日，米兰路易吉·萨科医院（Luigi Sacco Hospital）的马西莫·加利（Massimo Galli）教授表示，最近新增的阳性病例都有既往病史，是在对新近患者接触过的亲属或人员进行广泛调查时确诊的，阳性病例迅速增加是因为科多尼奥确诊首个病例后展开全面测试方法而导致的。卫生部宣布了报告病例的新准则，要求不再上报当时占报告病例40%到50%的无症状病例（即拭子测试曾阳性但没有表现出症状），这些患者需要居家隔离并进行后续测试，直到结果转为阴性伦巴第的大学延长关闭至3月7日。
3月4日，随着全国死亡病例增至100例，意大利当局宣布关闭包括大学在内的各级学校两周，並宣佈在4月3日前，意大利境内的所有体育比赛将空场进行，意甲國家德比也推遲舉行。2020年电动方程式罗马站宣布将延期举行。
3月7日到8日夜间，意大利政府颁布新法令，封锁伦巴第大区所有省份及威尼托、艾米利亚-罗马涅、皮埃蒙特和马尔凯四个大区的14个省份至4月3日，影响1600万名居民。法令禁止一切人员进出隔离区，违反者将面临最高三个月监禁。不过，法令准许急救服务及存在必要工作需求的人士活动，最终执行权利归地方行政长官所有。根据法令，隔离区所有运动场、游泳池、水疗和健康中心关闭，室外体育比赛须闭门进行，购物中心只能在周末营业。其他商业活动可以正常进行，但需求保证顾客间保持一米距离。法令还要求隔离区关闭博物馆、文化中心、滑雪度假村，同时全国的电影院、剧场、酒吧、舞蹈学校、游戏室、投注站、宾果厅、迪斯科厅及类似场所关闭，暂停民事和宗教仪式（包括葬礼）。所有有组织的活动，包括文化、娱乐、体育和宗教性质，不论在公共或私人场地举行，全部停办。上述的措施被认为是欧洲历史上规模最大的封城，也是除中国大陸以外最积极的应对措施。不过，意大利采取一切手段遏制病毒迅速发展的同时，该国最富庶的地区也陷入了瘫痪状态。
由于措施禁止夫妻探视，措施公布当天，意大利全国多所监狱暴动。其中，摩德纳的暴动造成6名囚犯死亡；福贾有50多名囚犯逃脱，不过被迅速拦截；帕维亚有两名监狱干员遭绑架。
3月9日，政府宣布暂停全国所有体育活动到4月3日，须参加国际比赛的意大利俱乐部或国家队除外。
3月11日，政府紧急拨款250亿欧元。当晚，孔特宣布加强封锁，除杂货店和药房等提供基本服务的商业和零售企业外，所有商业和零售企业均关闭。孔特还任命多梅尼科·阿库里（Domenico Arcuri）为紧急情况代表，他将与安吉洛·博雷利专员合作，以加强的分配。
3月15日，坎帕尼亚大区主席文森佐·德·卢卡（Vicenzo De Luca）向阿韦利诺省市镇阿里亚诺伊尔皮诺、萨莱诺、阿泰纳卢卡纳、卡贾诺、波拉和萨拉孔西利纳颁布严格的隔离令。艾米莉亚-罗马涅大区主席波纳奇尼于翌日向靠近疫情中心点博洛尼亚的梅迪奇纳发出严格隔离令，禁止民众以一切理由进出城镇。
從3月21日起，意大利关闭该国所有的公园和其他公共场所。當晚，意大利部长会议主席（总理）宣佈全国停止所有非必要的生产活动。
3月24日，意大利部长会议（政府内阁）通过新修订的疫情防控法令，在整合之前防控法令的基础上，显著加大了对违反防控措施行为的惩处力度。新法令规定，国家紧急状态持续至7月31日，期间疫情防控法令可进一步调整；违反防控措施的行政罚款额度从以前的206欧元提高到400—3000欧元；违反法令从事商业活动，将被强制关停经营场所5—30天；各大区政府可以在法令基础上采取更严厉的防控措施，但必须在24小时内通知部长会议主席（总理），措施有效期只有7天。
4月9日，意大利参议院通过总额为250亿欧元的经济纾困计划。
5月4日起，意大利开始逐步復工。
5月16日，意大利政府允許从6月3日起允许出入境旅行和国内自由出行。
5月18日，开始复工第二阶段，离开住所无需自我证明，并可在所在大区内自由活动。
6月3日，开始复工第三阶段，开放意大利各大区边境以及申根区和英国边境，允许意大利境内跨大区自由出行，允许上述区域内的居民到意大利旅游。对于非申根区的国家居民，开放时间是6月16日。但多国表示暂不会对意大利开放边境。
7月26日，坎帕尼亚大区政府要求在封闭空间不戴口罩者将被处以1000欧元罚款。
7月28日，意大利總理宣佈將该国原定于7月31日到期的国家紧急状态延长至10月15日。
由於意大利疫情出現反彈，8月17日开始，意大利全国范围内的迪厅、舞厅、夜店及类似娱乐场所暂停营业三周；而每天傍晚6点到次日清晨6点，全国范围内，人们在有聚集风险、无法保证安全距离的所有户外场所都必须佩戴口罩。
10月1日，意大利总理计划延长全国紧急状态至2021年1月31日。
10月3日，拉齐奥大区從當天起实施室外强制佩戴口罩措施。除6岁以下儿童、不宜佩戴口罩患病者和正在体育锻炼的居民外，所有人员在室外均需佩戴口罩，违者将被罚款。
10月下旬，伦巴第大区、坎帕尼亚大区、拉齐奥大区和罗马實施宵禁，為期30天。
2021年9月16日，意大利政府通过全民健康码法令，要求意大利所有公共部门、民营企业的员工志愿协会工作人员、保姆、钟点工、水电工及其他自雇佣工必须使用健康码就业，法令从10月15日起实施。10月9日，成千上萬抗議者在羅馬市中心示威遊行，反對健康通行證擴大適用至所有工作場所，警方動用強力水柱和催淚瓦斯驅離抗議民眾。
2021年10月15日，從即日起至2021年年底，意大利所有进入工作场所的员工必须持有COVID-19绿色通行证。

### 隔離檢疫
2月22日，意大利部长会议（政府内阁）宣布新法令控制疫情蔓延，措施包括对北部11个城市的5万多名居民实行隔离检疫，且只有持特别通行证者才可进出。管制区还禁止公众集会，取消一切体育、宗教活动，学校、酒吧等场所关闭；食品、药品等必须物资将配送到居民区，以减少民众出行。管制措施预计持续两周时间。这同中国湖北省许多市县的“封城”做法如出一辙。
| 城市                 | 省份     | 大区皮埃蒙特 | 起始时间      | 人口   |
| -------------------- | -------- | ------------ | ------------- | ------ |
| 卡萨尔普斯泰尔伦戈   | 洛迪省   | 伦巴第大区   | 2020年2月22日 | 15,293 |
| 科多尼奥             | 洛迪省   | 伦巴第大区   | 2020年2月22日 | 15,907 |
| 卡斯蒂廖内达达       | 洛迪省   | 伦巴第大区   | 2020年2月22日 | 4,646  |
| 丰比奥               | 洛迪省   | 伦巴第大区   | 2020年2月22日 | 2,317  |
| 马莱奥               | 洛迪省   | 伦巴第大区   | 2020年2月22日 | 3,098  |
| 索马利亚             | 洛迪省   | 伦巴第大区   | 2020年2月22日 | 3,837  |
| 贝尔托尼科           | 洛迪省   | 伦巴第大区   | 2020年2月22日 | 1,118  |
| 泰拉诺瓦德伊帕塞里尼 | 洛迪省   | 伦巴第大区   | 2020年2月22日 | 927    |
| 卡斯特尔杰伦多       | 洛迪省   | 伦巴第大区   | 2020年2月22日 | 1,498  |
| 圣菲奥拉诺           | 洛迪省   | 伦巴第大区   | 2020年2月22日 | 1,839  |
| 沃镇                 | 帕多瓦省 | 威尼托大区   | 2020年2月22日 | 3,305  |
| 总人数               | 总人数   | 总人数       | 总人数        | 53,785 |

3月1日，部长会议通过一项防控疫情的新法令。该法令将意大利国土划分成三个地区：红区、黄区及安全区。红区为下列11个隔离检疫的城镇；黄区为伦巴第大区、威尼托大区和艾米莉亚-罗马涅大区，三个地区暂停社会和体育活动，关闭学校、剧院、俱乐部和电影院；余下属于安全区的地方，需在公共场合宣传防控措施，公共交通执行特殊的消毒工作。

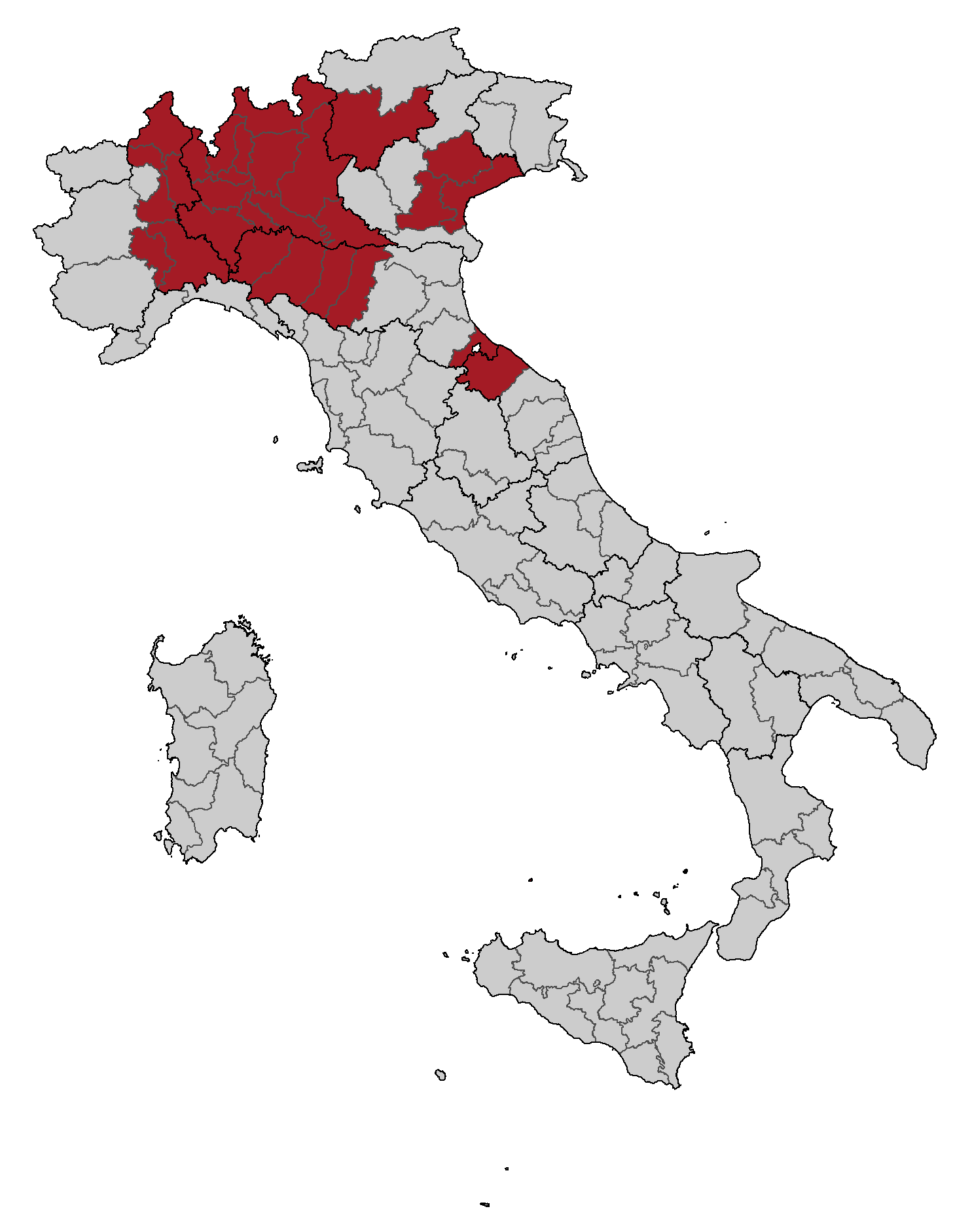
實施隔離檢疫的红区省份分布圖

3月7日，意大利政府计划将红区扩大至整个伦巴第大区（共計12個省份），以及威尼托大区、艾米利亚-罗马涅大区、马尔凯大区和皮埃蒙特大区的14个省份，即全國26個省份，时间至4月3日。数百名民众前往伦巴第大区的火车站，希望能够赶在禁令生效前离开。
| 省份                     | 大区                | 起始时间     | 人口       |
| ------------------------ | ------------------- | ------------ | ---------- |
| 亚历山德里亚省           | 皮埃蒙特大区        | 2020年3月7日 | 420,017    |
| 阿斯蒂省                 | 皮埃蒙特大区        | 2020年3月7日 | 214,342    |
| 贝加莫省                 | 伦巴第大区          | 2020年3月7日 | 1,115,536  |
| 布雷西亚省               | 伦巴第大区          | 2020年3月7日 | 1,265,954  |
| 科莫省                   | 伦巴第大区          | 2020年3月7日 | 599,204    |
| 克雷莫纳省               | 伦巴第大区          | 2020年3月7日 | 358,955    |
| 莱科省                   | 伦巴第大区          | 2020年3月7日 | 337,380    |
| 洛迪省                   | 伦巴第大区          | 2020年3月7日 | 230,198    |
| 曼图亚省                 | 伦巴第大区          | 2020年3月7日 | 411,958    |
| 米兰广域市               | 伦巴第大区          | 2020年3月7日 | 3,263,206  |
| 摩德纳省                 | 艾米利亚-罗马涅大区 | 2020年3月7日 | 705,422    |
| 蒙扎和布里安扎省         | 伦巴第大区          | 2020年3月7日 | 875,769    |
| 諾瓦拉省                 | 皮埃蒙特大区        | 2020年3月8日 | 368,607    |
| 帕多瓦省                 | 威尼托大区          | 2020年3月7日 | 938,957    |
| 帕尔马省                 | 艾米利亚-罗马涅大区 | 2020年3月7日 | 452,022    |
| 帕维亚省                 | 伦巴第大区          | 2020年3月7日 | 545,888    |
| 佩萨罗和乌尔比诺省       | 马尔凯大区          | 2020年3月7日 | 358,886    |
| 皮亚琴察省               | 艾米利亚-罗马涅大区 | 2020年3月7日 | 287,152    |
| 雷焦艾米利亚省           | 艾米利亚-罗马涅大区 | 2020年3月7日 | 531,891    |
| 里米尼省                 | 艾米利亚-罗马涅大区 | 2020年3月7日 | 339,437    |
| 松德里奥省               | 伦巴第大区          | 2020年3月7日 | 180,811    |
| 特雷维索省               | 威尼托大区          | 2020年3月7日 | 888,293    |
| 瓦雷泽省                 | 伦巴第大区          | 2020年3月7日 | 890,768    |
| 威尼斯广域市             | 威尼托大区          | 2020年3月7日 | 857,841    |
| 韋爾巴諾-庫西奧-奧索拉省 | 皮埃蒙特大区        | 2020年3月7日 | 157,844    |
| 韋爾切利省               | 皮埃蒙特大区        | 2020年3月7日 | 170,298    |
| 总人数                   | 总人数              | 总人数       | 16,466,636 |

3月9日，总理孔特宣布封锁范围扩大到全国，涉及全国6000万人口。同時暂停包括意甲联赛在内的全国所有体育赛事，学校停课截止时间从原来的3月15日延长到4月3日，禁止露天酒吧、餐厅等场所的公众聚会等。3月11日晚，部长会议主席孔特宣佈意大利除了药店、食品店等必要门店外停止所有商业活动。
2022年12月28日，意大利决定对所有来自中国的旅行者进行强制检测。

### 海外反应
奥地利因疑似病例输入，暂停来往意大利的列车数小时。罗马尼亚对来自伦巴第大区和威尼托大区的意大利旅客实行了隔离检疫。
意大利航空一架从意大利的出发航班，抵达时被毛里求斯当局在西沃萨古尔·拉姆古兰爵士国际机场隔离，机上300名意大利乘客须接受隔离或原地返回。弗利克斯巴士一辆从米兰前往里昂的城际大巴在里昂佩拉什站隔离，乘客须进行健康检查，另外一辆从里昂出发，经都灵往里耶卡、一辆从都灵出发前往萨格勒布的城际巴士在克罗地亚边境被拦截，乘客须接受体检。

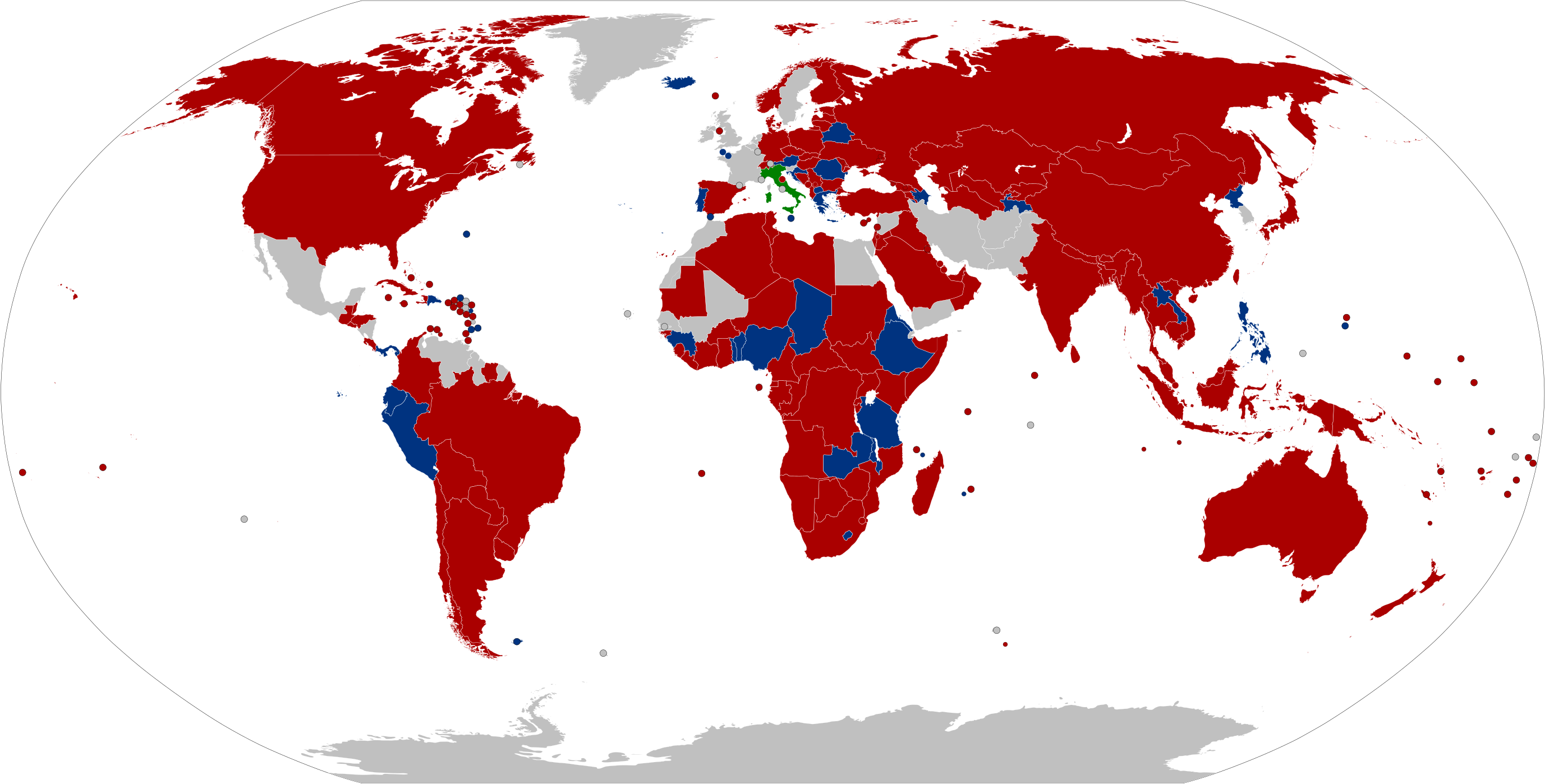
意大利
禁止意大利公民入境
從意大利前來的居民需要隔離檢疫

巴西将列入疫情警戒名单，自意大利入境的旅客若出现流感症状，须进行医学检查。阿根廷、法国、克罗地亚、埃及、希腊、爱尔兰、以色列、拉脱维亚、立陶宛、乌克兰、塞尔维亚、西班牙和南非发出多项建议，呼吁国民勿前往意大利疫区旅行外，推迟到赴意大利游学的旅程，而自伦巴第大区和威尼托入境的所有人士须进行14天隔离，萨尔瓦多禁止意大利旅客入境。踏入3月，印度、斯洛文尼亚、奥地利等国禁止意大利旅客入境，而泰国和罗马尼亚要求意大利旅客进行14天隔离。
世界卫生组织和欧洲疾病预防控制中心派遣联合调查组前往意大利，支援当地的防控工作。
欧洲议会人事总干事克里斯蒂安·克努森（Kristian Knudsen）呼吁曾前往意大利部分地区、中国、新加坡或韩国等受影响地区自我隔离、居家工作14日。高盛、德勤、花旗集团、瑞士信贷集團、拉扎德、法国农业信贷银行、野村控股和法國巴黎銀行也建议从意大利返工的旅客居家隔离至少14天，同时避免前往意大利。

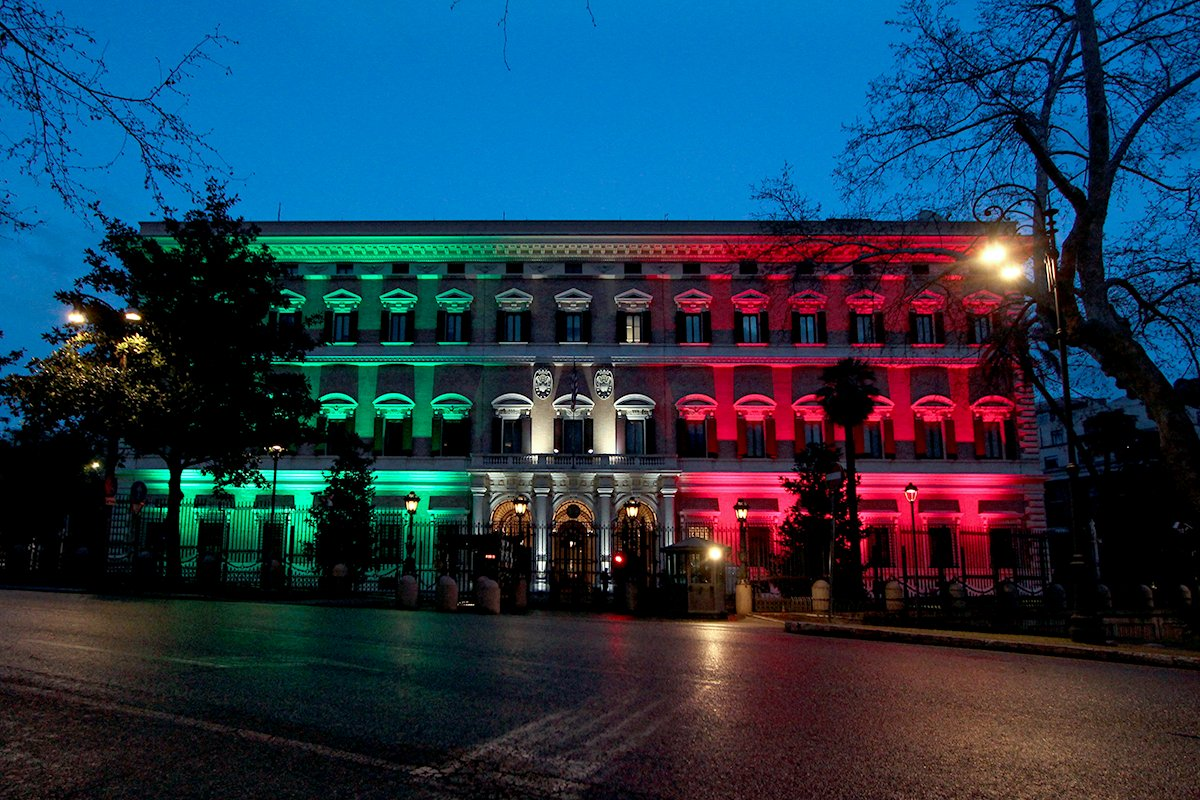
2020年3月26日，瑪格麗特宮亮起意大利國旗顏色，以示對該國的支持

证券市场方面，道琼斯工业平均指数狂泻1000多点，创下两年多来的的单日最大跌幅。标普和纳斯达克指数分别下挫3.3%和3.7%。
2月25日，英国和马耳他建议前往意大利疫区的居民自行隔离14日。马耳他国际机场和格兰德港码头安装了热扫描设备监测旅客，而在马尔萨直达西西里岛波扎洛和卡塔尼亞的双体船码头下船的旅客也有接受检测。布拉格瓦茨拉夫·哈維爾機場开设特殊登机口，筛选乘坐意大利航班到港的旅客。科威特、伊拉克、约旦和塞舌尔暂停所有来往意大利的航班。保加利亚暂停所有来往米兰的航班到3月27日。沙特阿拉伯、荷兰和澳大利亚建议公民勿前往意大利疫区。
2月26日，欧洲议会推迟35名来自意大利疫区实习生的实习到10月1日。埃隆大学、费尔菲尔德大学、佛羅里達國際大學、纽约大学、史丹佛大學和雪城大學六家美国大学取消或延迟到意大利交换的计划。爱尔兰橄榄球联盟执行主席菲利普·布朗（Philip Browne）取消了3月6日到8日在都柏林举行的爱尔兰对意大利的比赛。
2月27日，以色列禁止所有意大利旅客入境。拉蒙机场拒绝25名乘坐瑞安航空从贝加莫出发的外国人入境，而以色列的乘客在入境后需要居家隔离14天。被拒绝在牙买加奧喬里奧斯和开曼群岛乔治敦靠岸后，地中海邮轮的梅拉维利亚号最终在墨西哥科苏梅尔岛靠岸。邮轮载有4500名乘客和1600名船员，据报其中一人出现流感症状。另一艘意大利邮轮法沃洛萨海岸号被拒绝在英属维京群岛托尔托拉岛靠岸后，最终在荷属圣马丁停靠。2020环阿联酋自行车赛最后两个赛段因两位意大利工作人员检测出阳性而取消。亚斯岛的阿布扎比亚斯总督酒店和阿布扎比皇冠假日酒店因有住客确诊而封闭。
2月28日，德国机场和码头全面启动健康安全检查，包括意大利在内的多国旅客入境时需要报告身体状况。铁路公司需要将出现症状的旅客报告给当局，联邦警察将在边境30公里内加强检查。
2月29日，美国疾病控制与预防中心将意大利的警戒等级提升到第三级（避免非必要的旅行）。亞馬遜、Google、多倫多道明銀行、加拿大豐業銀行、倫敦證券交易所集團和嘉吉公司推迟所有到意大利等疫区的旅行。圣母大学结束了罗马全球门户计划，并从罗马撤离了106名学生。

### 援助
意大利政府向欧盟民事保护机制索要医疗设备。意大利驻欧盟代表毛里齐奥·马萨里（Maurizio Massari）抱怨其他欧洲国家反应迟钝，表示欧盟没有一个国家响应欧盟委员会的呼吁。
自3月初以来，德国政府限制了国家健康服务必备货物的出口。当地也向意大利经销商，告知对方无法供应手术服、防护口罩、眼镜、防颗粒物口罩或护目镜等货物。法国也执行了类似的出口限制。3月12日，德国外交部发布法令，在特殊紧急情况下暂停出口限制，承诺向意大利发出100万个防护口罩。
3月5日，位于武汉同济医院的医生与位于意大利的医生，通过网络视频的方式展开了疫情防控经验交流。而中国红十字会志愿专家团队与3月10日飞赴意大利协助抗疫，并随带自身防护物资以及工作生活用品。同时根据意大利红十字会的请求，支援部分医用防护物资和相关人道救援物资。
3月17日，意大利卫生部副部长桑德拉·赞帕（Sandra Zampa）表示已添置大量新呼吸机，并从南非进口150万个口罩。
4月，台灣捐50萬個口罩給義大利。

## 相关争议

### 检测标准与疫情统计問題
2月27日，意大利籍世界卫生组织专家瓦尔泰尔·里恰尔迪(Walter Ricciardi)表示对无症状者进行核酸检测缺乏科学依据。此前，意大利的检测标准针对所有来自意大利北部疫情集中地或与确诊者有密切接触的人，不论有无症状。意大利表示将遵照欧洲疾病预防控制中心的建议，只检测出现症状的高危人群。3月2日，里恰尔迪再次表示，意大利的核酸检测数目远多于欧洲其余国家，欧洲各国中英国的检测数量虽和意大利较为接近但英国的测试均用于有症状的患者，意大利对多于21000人进行检测可能会起到反作用。
2月28日，尽管前日里恰尔迪批评了威尼托大区对无症状者进行核酸检测的做法，但威尼托大区首脑卢卡·扎亚(Luca Zaia)坚持认为对全区民众进行核酸检测是必要的，并且表示在威尼托大区的133例确诊患者中，有约100例患者没有症状。
疫情最为严重的伦巴第大区贝尔加莫的市长表示，死亡人数与实际情况有很大差距，许多人在家里、医院因不明原因死亡，并未进行病毒测试，由于独居或在养老院的老年人众多，该市实际上死于COVID-19的人数可能是官方通报数据的五倍。有媒体分析亦表明意大利疫情实际死亡人数远大于官方通报数据。

### 遗体处理能力不足问题
那不勒斯地区一健身教练Luca Franzese在FaceBook上传了一个视频，讲述了他姐姐疑似感染COVID-19（当时癫痫发作）死在家中无人管的经过。他在视频中自述，由于有关部门行动缓慢，一直没有人员前来检验，也无人协助将尸体运走，他已伴尸24小时。在家中还有Luca Franzese年迈的父母及另外一个姐姐，他们被迫在家中进行自我隔离。Luca Franzese在视频中谴责政府应对迟缓：「自己的家人等待时间太长，感觉被抛弃了。他们想办理丧葬手续，但卫生局并没有人联系他们。在测试结果出来之前，殡仪馆人员也无法前来。」
3月16日，《紐約時報》報道貝加莫一個85岁的COVID-19死者，去世後五天仍然沒有下葬。當地教堂放滿了棺材，已經停止對公衆開放。意大利全国殡仪馆联合会表示業界处理死者的人没有足够的口罩或手套，如果業界無法處理可能需要軍隊接手。
3月18日晚，意大利陆军车辆从贝加莫省的公墓运走了大约60具棺材，其中31具遗体将被转移到临近的摩德纳市。由于疫情严重，当地的殡仪馆和墓地已超负荷运转，不少遗体在太平间内亟待处理。摩德纳市政府已与贝加莫卫生当局达成协议，愿意协助贝加莫渡过难关。此外，还有多个临近城市也愿意提供帮助。贝加莫市市长乔治·哥里（Giorgio Gori）给每个愿意接受遗体的临近城市市长写了一封信，感谢他们在这个令人悲伤又艰难的时刻伸出援手，表示遗体火化后，骨灰将被带回贝加莫。贝加莫市是意大利疫情最严重的地区之一，这座城市唯一的遗体火化设施每天24小时通宵运作最多只能处理25具遗体。然而，几周以来，该城市的病亡人数每天都在以两位数增加。

### 低估疫情严重程度问题
在此次疫情暴发初期，意大利媒體一度稱其為「一場大型流感」。倫巴第大區區長豐塔納也曾在2月21日稱「病毒並不危險」；而米蘭薩科醫院临床生物学、病毒学和应急生物诊断学实验室主任玛莉亚·瑞塔·吉斯蒙多甚至稱「意大利衛生條件優異、公民生活習慣良好，居民收入高」，因此不會發生中國式的疫情。她又表示，意大利“无需对中国武汉的疫情紧张或过度警惕，不要危言耸听和制造恐慌，只要保持适当的关注即可”。而吉斯蒙多的言论则遭到了其他一些意大利学者的质疑，意大利当地网友表示，吉斯蒙多应该追究疫情失控的责任。此外，意大利当地的醫療系統出现巨大压力，加上歐洲全境的COVID-19患者大都有意大利旅遊經歷，意大利也成为歐洲能否穩住防疫大局的關鍵。尽管意大利的政界、醫學界和媒體對疫情過度樂觀，但意大利當局曾在疫情暴发之初採取過「封城」等手段，也因此一度在华人地区受到好評。

### 监狱暴动
3月9日，因抗议意大利政府的防疫措施，意大利多所监狱发生暴动事件。暴动致使20名囚犯越狱，6名囚犯死亡。9日上午，共有50名囚犯在骚乱中逃出意大利南部的福贾监狱，警方成功制止了其中30名囚犯越狱，另有20名在逃。同时，首都罗马的两个监狱和普拉托省的一个监狱也因囚犯暴动而发生火灾。目前意大利各地监狱暴动已造成7名囚犯死亡，其中有人死于精神药物服用过量，有人因火灾烟雾窒息死亡。同时在米兰的圣维托雷监狱和罗马的雷比比亚监狱也发生了严重的骚乱，囚犯们纵火焚烧了床垫，还袭击了医务室。最严重的暴动发生在米兰南部的帕维亚监狱，囚犯们破坏了监狱设施，在监狱管理人员与之进行了「漫长而艰难的谈判」过后，他们才被说服返回牢房。

### 医护人员保护相关问题
3月17日，威尼斯一家医院的一名护士在家中自杀身亡。该护士今年49岁，最近一直在耶索洛一家医院的ICU工作，这家医院在几天前成为了收治COVID-19患者的定点医院之一。此前该护士已经轮班三次，由于出现发烧症状，这名护士独自在家中待了两天。她此前已经接受了病毒检测，但还没有收到结果，目前尚不清楚其自杀的动机。
3月25日，伦巴第大区蒙扎一34岁的女护士在确诊感染了COVID-19後自杀身亡。

### 疫区封锁迟缓
尽管意大利在2月22日就隔离了洛迪省和帕多瓦省的11个市镇，但是却未能及时对其他疫区进行封锁，错过了防止传播的黄金时期。2月28日，贝尔加莫省的病例已经增加到了103例，超过了洛迪省在封锁前的水平，但当地产业协会表示贝尔加莫将照常运转，部分企业领导者以及阿尔扎诺隆巴尔多市市长认为封锁对经济而言是一个悲剧。尽管意大利总理朱塞佩·孔特否认与贝尔加莫产业协会有联系，但协会代表表示他们曾向孔特表示洛迪省不必要的封锁导致很多人失去工作，贝尔加莫不能重蹈覆辙。3月3日意大利官方的科学委员会提议将阿尔扎诺隆巴尔多与嫩布罗两个市镇划入红区进行封锁，但两天后孔特才收到提议。3月6日，孔特接见了科学委员会，委员会表示现在封锁这两个市镇已经远远不够，整个伦巴第大区都需要被封锁隔离。直到3月8日，孔特才下达了封锁决定。部分地方官员以及在瘟疫中失去家人的家庭批评政府行动迟缓，但孔特坚称政府在作出封锁决定时并无任何拖延。

### 其他争议
2月26日，一名Instagram用户上传了一段视频，表示其绕过了正在处于封锁中的疫区伦巴第大区洛迪省科多尼奥的第一个检查站，并且认为悄悄闯入封锁中的疫区并无难度。经调查，该视频实际摄于未被封锁的瓜尔达米廖。目前，该用户已将其Instagram设为私密，但是其Youtube帐号仍处于活动状态。该用户涉嫌违反意大利刑法第656条关于「发布或散布虚假、夸大或倾向性的信息，可能破坏公共秩序」的条例，可能将处以三个月的拘留外加至多309欧元的罚款。